# František Křelina
František Křelina (* 26. Juli 1903 in Podhradí bei Jičín; † 25. Oktober 1976 in Prag) war  ein tschechischer Schriftsteller, Dichter, Dramaturg und Pädagoge.

## Leben
Nach Abschluss des Studiums am Lehrerinstitut in Jičín 1922 unterrichtete Křelina in Český Dub. Nach der Besetzung des Sudetenlandes durch die Deutschen 1939 ging er nach Prag. Dort bereitete er gemeinsam mit Josef Knap und Jaroslav Durych einen Aufruf tschechischer Schriftsteller an das Volk vor, welcher aber der Zensur zum Opfer fiel. 1947 bot er sich an, in den neu besiedelten Grenzgebieten zu unterrichten. Er arbeitete kurz in Žatec und kehrte nach Prag zurück, wo er am 24. August 1951 inhaftiert wurde. Es folgte eine Verurteilung wegen angeblich staatsgefährdender Tätigkeit als katholischer Schriftsteller zu zwölf Jahren Gefängnisstrafe. Im gleichen Schauprozess wurden unter anderem Josef Knap, Jan Zahradníček, Bedřich Fučík, Zdeňek Kalis, Ladislav Kuncíř und Ladislav Jehlička verurteilt. Am 10. Mai 1960 wurde Křelina amnestiert. Bis 1964 arbeitete er bei einer Baufirma in Prag und begann als „Arbeiterberichterstatter“ zu schreiben. 1967 wurde er voll rehabilitiert. Zu diesem Zeitpunkt wurden bereits in der Zemědělské noviny und Lidová demokracie seine Artikel publiziert. 

## Werke
Neben Romanen und Jugendbüchern schrieb er Theaterstücke. Sein erster Gedichtband erschien 1922. 1925 bis 1927 gab er gemeinsam mit Josef Knap die Monatszeitschrift Sever a východ (Norden und Osten) heraus. 1927 wurde sein erstes Buch Půlnoční svítání (Mitternachtsdämmerung) herausgegeben. 1935 veröffentlichte Křelina Hubená léta (Magere Jahre), einen sozial realistischen Roman über die Auswirkungen der Weltwirtschaftskrise auf Häusler und Arbeiter. In Puklý chrám (1937) verherrlichte er das Dorfleben, dem die verdorbene Stadt gegenübergestellt wird. In seinem 1940 erschienenen Buch Dcera královská, blahoslavená Anežka česká (Die selige Königstochter Agnes von Böhmen) beschrieb er ohne Bezug auf historische Quellen, das Leben der Heiligen Agnes. Zwei Jahre später erschien Amarú, syn hadí (Amar, Sohn der Schlange), über tschechische Missionare in den Urwäldern Perus Ende des 17. Jahrhunderts. Nach einem längeren Schreibverbot erschienen 1967 ein Buch über die Vernichtung von Lidice und weitere literarische Werke. Später verfasste er katholisch orientierte Literatur und mehr als 600 Zeitungsartikel.

## Auszeichnungen
- 1936 Staatspreis der Tschechoslowakei
- 1938 Denkmalspreis der Tschechischen Akademie der Wissenschaften und Kunst